# Miss Univers 2010
Miss Univers 2010, 59e édition du concours de Miss Univers, a eu lieu au Mandalay Bay Resort and Casino à Las Vegas dans le Nevada aux États-Unis dans la nuit du lundi 23 au mardi 24 août en France (NY:20h - PARIS:02h). Miss Univers 2009, Stefanía Fernández, du Venezuela a couronné Jimena Navarrete qui lui a succédé à la fin de cet évènement diffusé en direct sur NBC et dans plus de 180 pays du monde entier. 
Bret Michaels et Natalie Morales ont présenté pour la première fois l'élection.

## Résultats
| Résultat final    | Candidate |
| ----------------- | --- |
| Miss Univers 2010 | - Mexique - Jimena Navarrete |
| 1re dauphine      | - Jamaïque - Yendi Phillips |
| 2e dauphine       | - Australie - Jesinta Campbell |
| 3e dauphine       | - Ukraine - Anna Poslavska |
| 4e dauphine       | - Philippines - Venus Raj |
| Top 10            | - Albanie - Angela Martini - Irlande - Rozanna Purcell - Afrique du Sud - Nicole Flint - Guatemala - Jessica Scheel - Porto Rico - Mariana Vicente    |
| Top 15            | - Russie - Irina Antonenko - Colombie - Natalia Navarro Galvis - France - Malika Ménard - Belgique - Cilou Annys - République tchèque - Jitka Válková |

## Les participantes
83 candidates étaient en compétition:
| Pays                      | Candidate              | Âge | Taille (cm) | Ville natale       |
| ------------------------- | ---------------------- | --- | ----------- | ------------------ |
| Afrique du Sud            | Nicole Flint           | 22  | 172         | Pretoria           |
| Albanie                   | Angela Martini         | 24  | 175         | Shkoder            |
| Allemagne                 | Kristiana Rohder       | 26  | 182         | Munich             |
| Angola                    | Jurema Ferraz          | 26  | 180         | Namibe             |
| Argentine                 | Yesica di Vincenzo     | 22  | 174         | Mar del Plata      |
| Aruba                     | Priscilla Lee          | 22  | 180         | Oranjestad         |
| Australie                 | Jesinta Campbell       | 19  | 178         | Sydney             |
| Bahamas                   | Braneka Bassett        | 20  | 176         | Freeport           |
| Belgique                  | Cilou Annys            | 19  | 178         | Bruges             |
| Bolivie                   | Claudia Arce           | 19  | 173         | Sucre              |
| Botswana                  | Tirelo Ramasedi        | 19  | 178         | Gaborone           |
| Brésil                    | Débora Lyra            | 20  | 180         | Divinópolis        |
| Canada                    | Elena Semikina         | 26  | 186         | Toronto            |
| Chine                     | Wen Tang               | 19  | 176         | Yichun             |
| Chypre                    | Demetra Olymbiou       | 22  | 174         | Aradippou          |
| Colombie                  | Natalia Navarro        | 22  | 179         | Barranquilla       |
| Corée du Sud              | Kim Joo-Ri             | 22  | 172         | Séoul              |
| Costa Rica                | Marva Wright           | 25  | 180         | San José           |
| Croatie                   | Lana Obad              | 22  | 173         | Zagreb             |
| Curaçao                   | Safira de Wit          | 20  | 181         | Willemstad         |
| Danemark                  | Ena Sandra Causevic    | 20  | 174         | Sondenborg         |
| Équateur                  | Lady Mina              | 23  | 170         | Guayaquil          |
| Égypte                    | Donia Hamed            | 22  | 179         | Le Caire           |
| Espagne                   | Adriana Reverón        | 24  | 177         | Errenteria         |
| Finlande                  | Viivi Pumpanen         | 21  | 167         | Vantaa             |
| France                    | Malika Ménard          | 23  | 176         | Caen               |
| Géorgie                   | Nanuka Gogichaishvili  | 21  | 177         | Tbilissi           |
| Ghana                     | Awurama Simpson        | 22  | 180         | Sekondi-Takoradi   |
| Great Britain             | Tara Hoyos-Martinez    | 20  | 168         | Londres            |
| Grèce                     | Anna Prelevic          | 20  | 181         | Athènes            |
| Guam                      | Vanessa Torres         | 21  | 167         | Dededo             |
| Guatemala                 | Alejandra Barillas     | 24  | 180         | Zacapa             |
| Guyana                    | Tamika Henry           | 22  | 171         | Georgetown         |
| Haïti                     | Sarodj Bertin          | 24  | 175         | Port-au-Prince     |
| Honduras                  | Kenia Martinez         | 22  | 175         | Tela               |
| Hongrie                   | Tímea Babinyecz        | 19  | 172         | Szeged             |
| US Virgin Islands         | Janeisha John          | 22  | 173         | St. Croix          |
| Îles Vierges britanniques | Josefina Núñez         | 22  | 165         | Road Town          |
| Inde                      | Ushoshi Sengupta       | 21  | 171         | Kolkata            |
| Indonésie                 | Qory Sandioriva        | 18  | 173         | Aceh               |
| Irlande                   | Rozanna Purcell        | 19  | 175         | Clonmel            |
| Israël                    | Bat-El Jobi            | 21  | 172         | Afula              |
| Italie                    | Jessica Cecchini       | 20  | 177         | Borgosesia         |
| Jamaïque                  | Yendi Phillips         | 24  | 178         | Kingston           |
| Japon                     | Maiko Itai             | 26  | 173         | Ōita               |
| Kazakhstan                | Assel Koutchoukova     | 27  | 175         | Almaty             |
| Kosovo                    | Keštjela Pepši         | 22  | 178         | Junik              |
| Liban                     | Rahaf Abdallah         | 22  | 174         | Khiam              |
| Malaisie                  | Nadine Thomas          | 23  | 169         | Subang Jaya        |
| Maurice                   | Dalysha Doorga         | 22  | 173         | Goodlands          |
| Mexique                   | Jimena Navarrete       | 22  | 170         | Guadalajara        |
| Monténégro                | Marijana Pokrajac      | 23  | 179         | Kotor              |
| Nicaragua                 | Scharllette Allen      | 18  | 180         | Bluefields         |
| Nigeria                   | Odalonu Ngozi          | 22  | 178         | Niger              |
| Norvège                   | Melinda Elvenes        | 23  | 172         | Larvik             |
| Nouvelle-Zélande          | Ria van Dyke           | 21  | 172         | Auckland           |
| Panama                    | Anyoli Abrego          | 24  | 177         | Panama             |
| Paraguay                  | Johana Benítez         | 23  | 176         | San Lorenzo        |
| Pays-Bas                  | Desirée van den Berg   | 23  | 176         | Santpoort          |
| Pérou                     | Giuliana Zevallos      | 22  | 180         | Loreto             |
| Philippines               | Maria Venus Raj        | 22  | 175         | Camarines Sur      |
| Pologne                   | Maria Nowakowska       | 23  | 182         | Legnica            |
| Porto Rico                | Mariana Vicente        | 21  | 170         | Rio Grande         |
| République dominicaine    | Eva Arias              | 24  | 178         | Moca               |
| République Slovaque       | Anna Amenová           | 25  | 173         | Bratislava         |
| République tchèque        | Jitka Válková          | 18  | 169         | Třebíč             |
| Roumanie                  | Oana Paveluc           | 18  | 181         | Brașov             |
| Russie                    | Irina Antonenko        | 18  | 178         | Iekaterinbourg     |
| Salvador                  | Sonia Cruz             | 20  | 173         | San Salvador       |
| Serbie                    | Anja Šaranović         | 21  | 177         | Vrnjačka Banja     |
| Singapour                 | Tania Lim              | 22  | 175         | Singapore City     |
| Slovénie                  | Marika Savšek          | 23  | 175         | Šmartno pri Litiji |
| Sri Lanka                 | Ishanka Madurasinghe   | 23  | 174         | Colombo            |
| Suède                     | Michaela Savic         | 19  | 174         | Helsingborg        |
| Suisse                    | Linda Fäh              | 22  | 177         | Benken             |
| Tanzanie                  | Hellen Dausen          | 23  | 168         | Arusha             |
| Thaïlande                 | Fonthip Watcharatrakul | 19  | 170         | Samut Prakan       |
| Trinidad & Tobago         | La Toya Woods          | 24  | 178         | Couva              |
| Turquie                   | Serenay Sarikaya       | 19  | 175         | Ankara             |
| Ukraine                   | Anna Poslavskaya       | 22  | 180         | Nova Kakhovka      |
| Uruguay                   | Stephany Ortega        | 20  | 173         | Montevideo         |
| USA                       | Rima Fakih             | 24  | 174         | Dearborn           |
| Venezuela                 | Marelisa Gibson        | 21  | 178         | Caracas            |
| Zambie                    | Alice Musukwa          | 22  | 178         | Lusaka             |

## Ordre d'annonce des finalistes
| 1. Porto Rico 2. Ukraine 3. Mexique 4. Belgique 5. Irlande 6. Afrique du Sud 7. France 8. Australie 9. Jamaïque 10. Russie 11. Albanie 12. Colombie 13. Guatemala 14. République tchèque 15. Philippines | 1. Irlande 2. Albanie 3. Philippines 4. Jamaïque 5. Mexique 6. Ukraine 7. Porto Rico 8. Afrique du Sud 9. Guatemala 10. Australie 1. Mexique 2. Australie 3. Jamaïque 4. Ukraine 5. Philippines |